# Klaus Zoephel
Klaus Zoephel (* 16. Juli 1929 in Plauen, Vogtland; † 27. Januar 2017 in Ingolstadt, Donau) war ein deutscher Komponist und Dirigent.

## Leben
Bereits in jungen Jahren, während des Zweiten Weltkrieges, wirkte Klaus Zoephel als Organist in verschiedenen Orten seiner vogtländischen Heimat.
Nach dem Abitur absolvierte er von 1948 bis 1953 ein Musikstudium in den Fächern Dirigieren (bei Hermann Egon Bölsche), Komposition (Johannes Weyrauch und Wilhelm Weismann) und Klavier (Franz Langer) an der Hochschule für Musik und Theater „Felix Mendelssohn Bartholdy“ Leipzig. Noch vor Abschluss des Studiums 1953 wurde er mit dem Aufbau und der Leitung des neu gegründeten staatlichen Kulturorchesters des Bergarbeiterkreises Senftenberg betraut.
Danach war er einige Jahre als Theaterkapellmeister (u. a. am Deutschen Nationaltheater Weimar) und später als Musikalischer Oberleiter des Staatlichen Kulturorchesters Mühlhausen in Thüringen tätig. Von 1963 an wirkte er für fast drei Jahrzehnte als Chefdirigent des Staatlichen Orchesters Pirna bei Dresden (Sinfonieorchester). Im Jahr 1970 wurde er zum Musikdirektor ernannt.
Von 1965 bis 1996 unterrichtete er gleichzeitig als Lehrbeauftragter für Musiktheorie, Dirigieren und Partiturspiel an der Hochschule für Musik „Carl Maria von Weber“ Dresden. Zu seinen Schüler gehörten u. a. Hans-Joachim Rotzsch, Udo Zimmermann, Wilfried Krätzschmar, Romely Pfund, Hans-Peter Kirchberg, Johannes Winkler, Christian Kluttig, Volker Hahn und Jörg Herchet. Konzertreisen und Rundfunkaufnahmen führten ihn zu zahlreichen Orchestern des In- und Auslandes. Auch als Komponist von Orchester- und Kammermusikwerken trat er international erfolgreich hervor. Für sein kompositorisches Schaffen erhielt er mehrfach Preise und Auszeichnungen.
Seit 1995 lebte er als freischaffender Komponist in Ingolstadt/Donau. Er bekleidete verschiedene Ehrenämter und war seit 1997 Präsident der Joseph-Haas-Gesellschaft. Ehrenamtlich betreute er den Seniorenchor am Münster Zur Schönen Unserer Lieben Frau (Ingolstadt).

## Persönliches
Klaus Zoephel war mit der Opernsängerin und Musikwissenschaftlerin Anneliese Zänsler verheiratet.

## Kompositionen (Auswahl)
- Sinfonie in D (UA 1969)
- Sinfonietta (UA 1953, Rdfkprod. 1958, Rdfk-Kammerorch. Leipzig, Ltg. Dietrich Knothe)
- Verwandlungen eines Themas von Gottfried Heinrich Stölzel (UA 1964, Rdfkprod. 1969 Rundfunksinfonieorchester Berlin, Ltg. d. Komponist)
- Musik für Orchester (UA 1982)
- Kleine Lustspielmusik (UA 1960, Rdfkprod. 1958 Gr. Rdfk-Orch. Leipzig, Ltg. Heinz Rögner)
- Musica ilare (UA 1977, Rdfkprod. Gr. Rdfk-Orch. Leipzig, Ltg. Klaus Wiese)
- Dohnasche Anekdoten, Konzertouvertüre (UA 1990)
- Capriccio für Klavier und Orchester (UA 1959, Rdfkprod. 1965, Sol. Renate Schorler, Ltg. Kurt Masur)
- Finckenschläge, Illustrationen zu Themen von H.F. (UA 1985, Rundfunkmitschnitt Sender Dresden 1989)
- Lâ trûren varn, mittelhochdeutsche Minnelieder für eine Sgst., Viola (Violine) und Klavier (UA 1949) bzw. für Tenor und Kammerorchester (UA 1963)
- Spiel zu Dritt, Trio für 2 Violinen und Violoncello, (UA 1997)
- Von Vögeln gesungen, drei nichtige Begebenheiten nach Worten von Hermann Hesse für eine Singstimme und Klavier, UA 2008[3]
- etliche Vokalkompositionen (Lieder, Choralkantaten)

Einige von Zoephels Werken werden von namhaften Notenverlagen wie Edition Peters verlegt.

## Bearbeitungen
- Bearbeitung der Lieder und Balladen aus „Des Knaben Wunderhorn“ für Singstimme und Orchester von Wilhelm Weismann
- Transkription von Werken Johann Simon Mayrs[5]
- Herausgabe von Autographen des Komponisten Johannes Weyrauch

## Preise und Auszeichnungen
- 1953 – 1. Preis für die Tanzsuite beim „Preisausschreiben zur Förderung einer neuen deutschen Unterhaltungsmusik“
- 1959 – Carl-Maria-von-Weber-Förderpreis (Dresden)
- 1970 – Titelverleihung Musikdirektor
- 1973 – Ehrennadel in Bronze des Verbandes der Komponisten und Musikwissenschaftler der DDR
- 1975 – Verdienstmedaille der DDR
- 1985 – Ehrennadel in Silber des Verbandes der Komponisten und Musikwissenschaftler der DDR

## Tonträger und Notenmaterial
- CD der Joseph-Haas-Gesellschaft[6]
- Bibliothek Potsdam[7]
- Internationale Musikbibliothek Berlin